# تايب 74
تايب 74 (74式戦車 nana-yon-shiki-sensha) هي دبابة قتال رئيسية (MBT) تابعة لقوة الدفاع الذاتي اليابانية البرية (JGSDF). تم بناؤه بواسطة ميتسوبيشي للصناعات الثقيلة كبديل للنوع 61 السابق . كان يعتمد على أفضل ميزات عدد من التصاميم المعاصرة مثل إم-60 باتون الأمريكية أو ليوبارد 1 الألمانية. لم يدخل التصميم حيز الاستخدام على نطاق واسع حتى عام 1980، وعندها قدمت قوى غربية أخرى تصميمات أكثر قدرة وفاعلية. تبعه الدبابة الأثقل تايب 90.

## التاريخ
بدأت قوة الدفاع الذاتي اليابانية البرية دراسات حول تصميمات دبابات جديدة مع شركة متسوبيشي في عام 1962، بعد أن ثبت أن تايب61 قد تفوق على الدبابات السوفيتية الجديدة مثل تي-62 . تم دمج ميزات من العديد من التصميمات، منها نظام التعليق للمشروع المشترك أم بي تي-70 الأمريكي-الألماني، وجسم دبابة ليوبارد 1، ونفس مدفعها 105 ملم مماثل. قبل قرار 1965 بتصميم دبابة جديد تمامًا، كانت بعض التقنيات التي سيتم استخدامها لاحقًا في دبابة أس تي بي-1 (النموذج الأولي) قيد التطوير بالفعل بشكل مستقل في اليابان. تم الانتهاء من التصميم في عام 1964 وتم بناء هياكل أختبار مختلفة بين عامي 1964 و 1967.

## المتغيرات

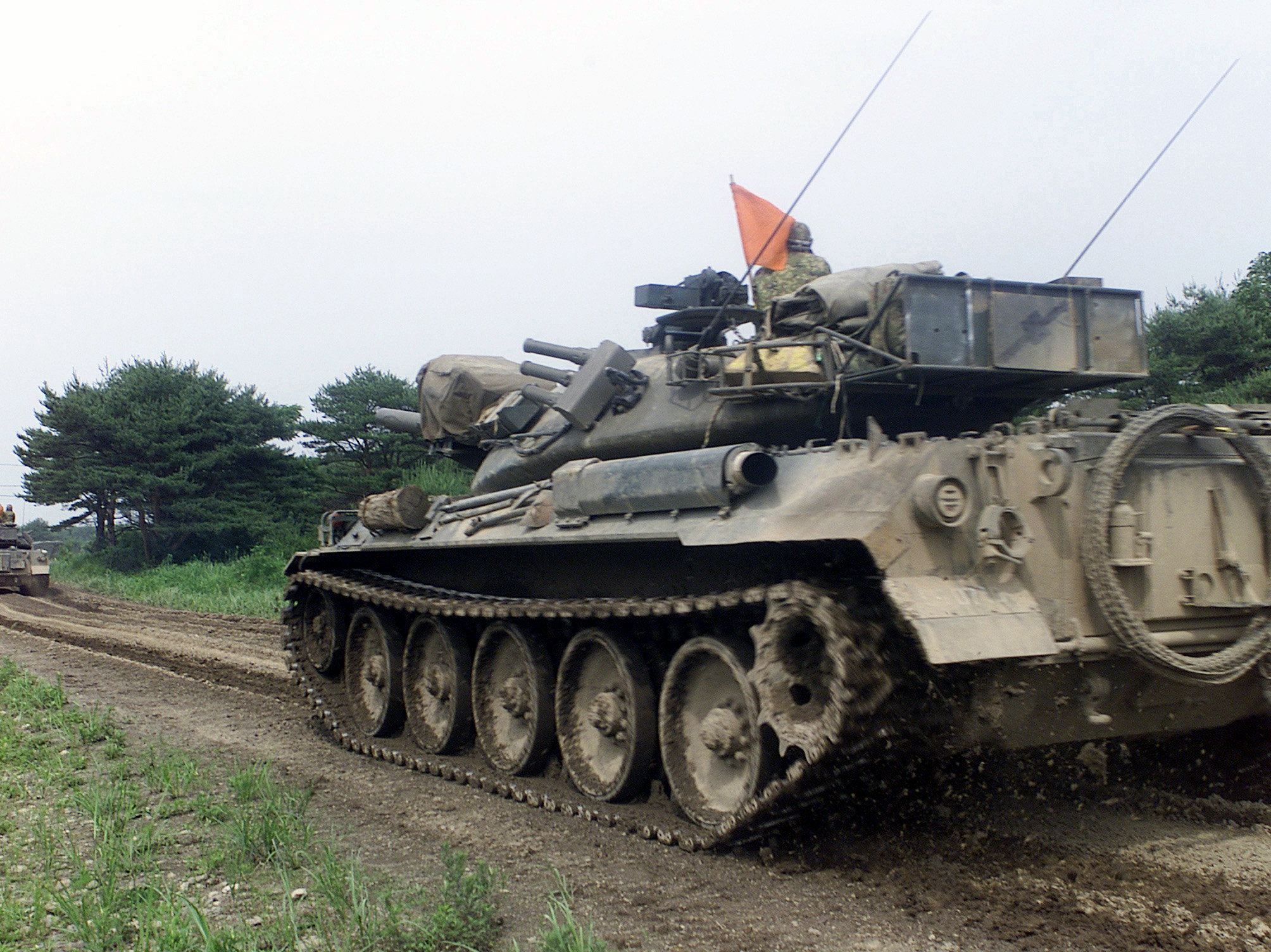
من الخلفي.

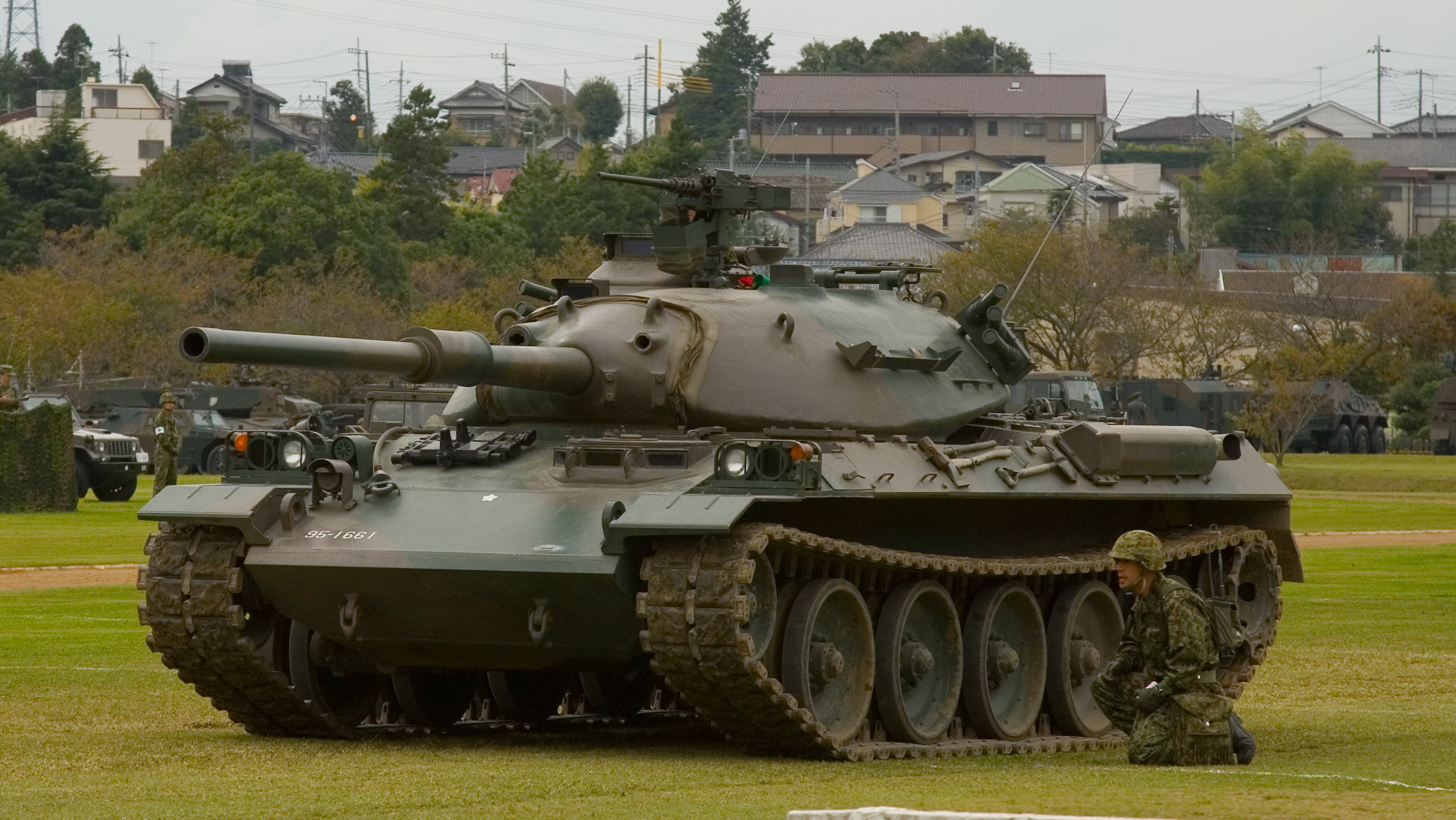
من الأمام.

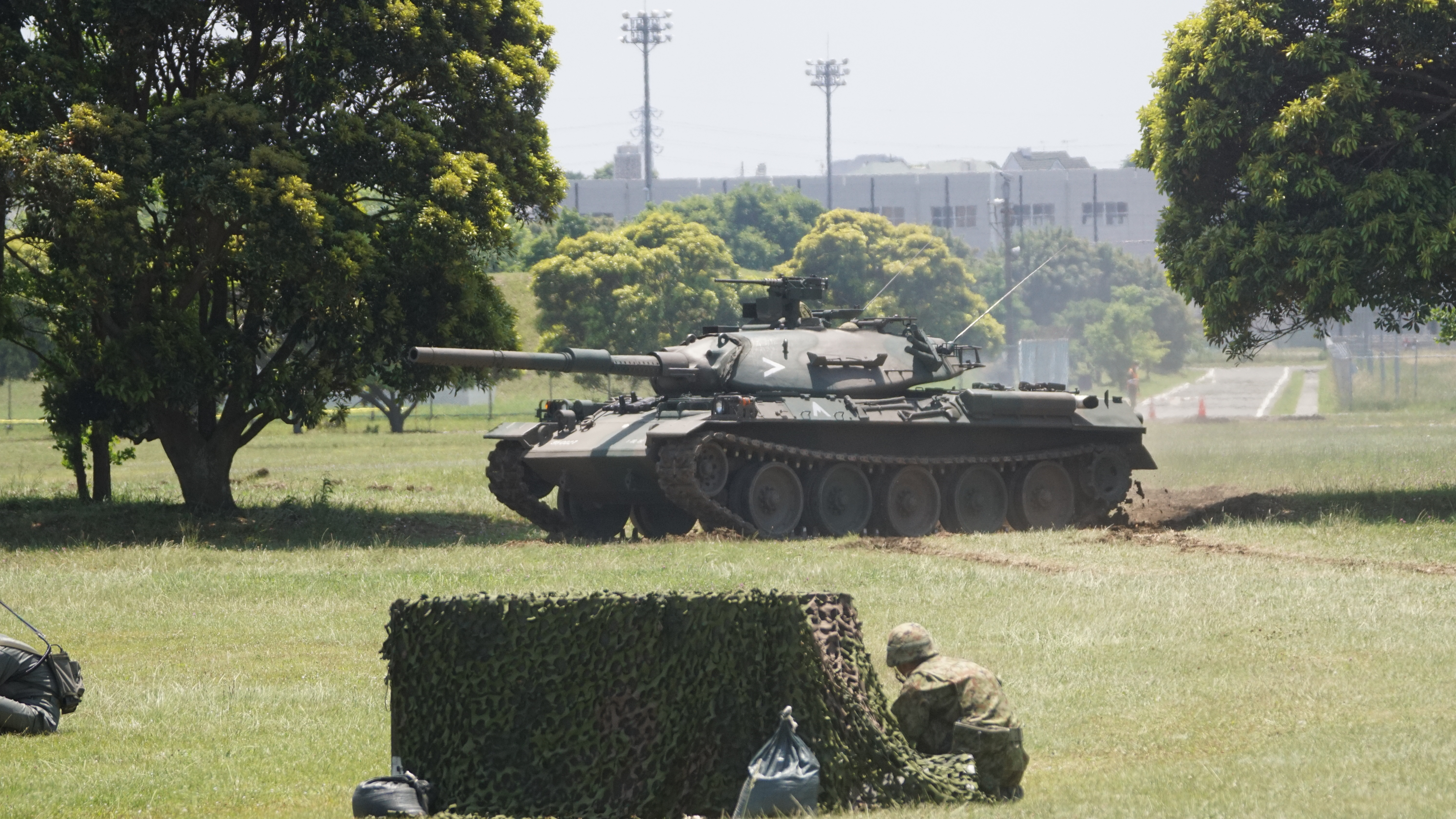
اكتب 74 دبابة في يوكوسوكا 2017

- تايب 74 أول تعديل (74 式 戦 車 初期 生産 型)
- تايب 74 mod B (74 式 戦 車 B 型)
- تايب 74 mod C (74 式 戦 車 C 型)
- تايب 74 mod D (74 式 戦 車 D 型)
- تايب 74 mod e (74 式 戦 車 E 型)
- تايب 74 mod F (74 式 戦 車 F 型)
- تايب 74 mod G / Kai (74 式 戦 車 G 型 / 改)
- تايب 87 ذاتية الدفع المضادة للطائرات بندقية (87 式 自 走高 射 機関 砲)
- تايب 78 مركبة استعادة مدرعة (78 式 戦 車 回収 車)
- تايب 91 جسر مدرعة محمولة على مركبة (91 式 戦 車橋)

## العاملين
وصلة=|حدود  اليابان - أنتجت 893 بين سبتمبر 1975 و 1989، مع 225 تم تسليمها بحلول يناير 1980. 822 في الخدمة في عام 1990، و 870 في الخدمة في عامي 1995 و 2000، و 700 في الخدمة في عام 2006. 

## روابط خارجية
- صفحة JGSDF الرسمية.
- Globalsecurity.org
- onwar.com
- FAS
- historyofwar.org